# Olympiske lege
De olympiske lege (forkortes OL) er en sportsbegivenhed med mange sportsgrene, der afholdes hvert fjerde år. De olympiske lege kendes fra to æraer: Antikkens olympiske lege og de moderne olympiske lege, som Pierre de Coubertin tog initiativet til i slutningen af 1800-tallet . Han fik etableret den Internationale Olympiske Komité (IOC) i 1894. Den afholdt de første moderne olympiske lege i 1896 i Athen.
IOC har siden udviklet sig til en magtfuld organisation med politisk og økonomisk kontrol over alle aspekter af legene. I begyndelsen var visionen, at legene var forbeholdt amatørsportsudøvere, men op gennem 1900-tallet blev idealet undergravet, først af politiske og senere af kommercielle årsager. Derfor har nu selv højt betalte sportsudøvere lov til at deltage i legene, men kan dog ikke opnå direkte økonomiske gevinster ved deltagelsen, idet der udelukkende konkurreres om medaljer og ære ved de olympiske lege.
De olympiske lege er opdelt i sommer-OL og vinter-OL. I de seneste årtier er der paralympiske lege for handicappede. IOC's nyeste initiativ er ungdomsolympiske lege for unge mellem 14 og 18 år. Det afholdtes første gang i 2010 i Singapore. Både de paralympiske lege og de ungdomsolympiske lege afholdes i sommer- og vinterudgaver. De fire år mellem to olympiske lege er en olympiade, men udtrykket bruges ukorrekt om selve legene.
Fra de første moderne olympiske leges afholdelse til nutiden er legene blevet mere og mere populære, og næsten alle nationer deltager i sommer-OL, mens deltagelsen i vinter-OL er mere begrænset, da nogle lande har beskedne muligheder for at dyrke vintersport. Med den stigende opmærksomhed har legene stået over for en række udfordringer som politisk boykot, brug af doping, bestikkelse samt terrorisme.
Legene har fra begyndelsen i 1896 været omgivet af en række ceremonier med åbnings- og afslutningsceremonierne med faste indslag. Også legenes motto Citius, Altius, Fortius (Hurtigere, højere, stærkere) har ligget fast siden de første moderne lege.

## Sporten under de olympiske lege
33 sportsgrene med 53 discipliner og omkring 400 konkurrencer er en del af det olympiske program. Heraf står sommerlegene for 26 sportsgrene og 38 discipliner, mens der ved vinterlegene konkurreres i 7 sportsgrene med 15 discipliner. Atletik, svømning, fægtning og gymnastik har været på programmet uafbrudt siden de første sommerlege, mens skisport, skøjteløb og ishockey har været med ved alle vinterlegene. En række sportsgrene er så kommet til på senere tidspunkter, idet nogle er begyndt på demonstrationsniveau. Det gælder eksempelvis volleyball og badminton. Andre sportsgrene har stået på det olympiske program, men er gledet ud igen: golf, tovtrækning og cricket. Visse sportsgrene har i en periode været ude, men er senere kommet tilbage, blandt andre tennis og bueskydning.
Beslutningen om, hvilke sportsgrene og discipliner der skal være på programmet, tages af IOC-kongressen. Der lægges blandt andet vægt på, at en sportsgren eller disciplin har global udbredelse. Endvidere kan motorbaserede sportsgrene ikke optages på det olympiske program. I de senere år har der været relativt få udskiftninger i programmet, idet baseball og softball tages af programmet til OL i London 2012. En række sportsgrene og discipliner anerkendes af IOC, skønt de ikke er på programmet. IOC har besluttet, at der til et sommer-OL højst må optræde 28 sportsgrene med i alt 301 konkurrencer samt i alt højst 10.500 sportsfolk.
I mange år var det et centralt punkt, at kun amatører måtte deltage i legene. Pierre de Coubertin, ophavsmanden til de moderne lege, var inspireret af ånden fra det engelske skolevæsen, hvor idealet var en gentleman, der var god til lidt af hvert, men ikke specialiseret. Fairness var også et vigtigt karaktertræk, og på den tid fandt man, at professionelle sportsudøvere havde en unfair fordel over amatørerne. Gennem årene blev amatørismen dog undermineret, og derfor er det generelt ikke længere en betingelse, at være amatør for at deltage i OL, idet dog enkelte internationale forbund begrænser, hvem der kan deltage i OL.

## Markante olympiske præstationer
Gennem årene har der forekommet en række præstationer ved legene, der har sat sig spor i historien:
- 140 nationer har opnået mindst én medalje ved OL. USA har gennem OL-historien vundet flest medaljer med 2.514 ved vinter- og sommer-OL til og med 2008, 1.008 af guld. Derefter følger Sovjetunionen med 1.204 medaljer i alt (473 af guld) og Storbritannien med 736 i alt (215 af guld). Disse tre lande er også øverst på listen over medaljetagere, når man regner sommer-OL alene.
  - Hvis man ser på medaljeslugere ved vinter-OL, toppes listen af Norge med 280 medaljer, deraf 98 af guld. Derefter følger USA og Sovjetunionen med henholdsvis 216 og 194 medaljer i alt (begge med 78 guld).

- I alt 79 af de nuværende IOC-medlemslande har aldrig vundet en OL-medalje. Monaco har deltaget ved 25 OL uden at få en idrætsudøver på sejrsskamlen.

- I alt tre idrætsudøvere har vundet guldmedalje i samme individuelle disciplin ved fire OL i træk. Det gælder den danske sejler Paul Elvstrøm i finnjolle (1948-1960) samt amerikanerne Al Oerter i diskoskast (1956-1968) og Carl Lewis i længdespring (1984-1996).
- Ved vinter-OL indehaves den tilsvarende rekord af tyske Georg Hackl med tre guldmedaljer i kælk (1992-1998).

- Den tyske kajakroer Birgit Fischer er den første kvindelige sportsudøver, der har vundet guld ved seks forskellige OL samt den første sportsudøver overhovedet, der har vundet mindst to medaljer ved fem forskellige OL. Hun deltog ved OL i perioden 1980-2004.

- Med sine mange discipliner er svømning en af de sportsgrene, der giver bedst mulighed for, at en idrætsudøver kan vinde mange medaljer, og rekorden i antal guldmedaljer ved samme lege stammer da også herfra. Ved OL i Beijing 2008 vandt amerikaneren Michael Phelps otte stykker og overgik dermed sin landsmand Mark Spitz, der vandt syv gange guld ved OL i München 1972. Phelps er i øvrigt også den idrætsudøver, der samlet har vundet flest guldmedaljer med i alt 16.

- - Den mest vindende ved vinter-OL er nordmanden Bjørn Dæhlie, der 1992-1998 vandt otte guld- og fire sølvmedaljer i langrend. Ved ét OL er den mest vindende Eric Heiden i hurtigløb på skøjter med fem guld i 1980.

- Idrætsudøveren med flest medaljer i alt er Michael Phelps i svømning med 22 medaljer 2004-2012. Larisa Latynina fra Sovjetunionen vandt 18 medaljer i gymnastik 1956-1964.

- Østtyskeren Christa Luding-Rothenburger er eneste medaljevinder ved både vinter- og sommer-OL i samme år, da hun efter guld i hurtigløb på skøjter om vinteren i Calgary 1988 vandt sølv i cykelløb om sommeren i Seoul.

- Under OL i Stockholm 1912 forekom verdens hidtil længste brydekamp. Den varede 11 timer og 40 minutter. Den stod mellem Klein og Asikainen, og da Klein vandt, var han for træt til at kæmpe i finalen, så mesterskabet gik til Johansson uden kamp.

- Ved OL i Antwerpen 1920 deltog den svenske skytte Oscar Swahn for tredje gang ved et OL og satte dermed rekord som den ældste medaljevinder med sine 72 år. Han vandt i alt tre guld-, en sølv- og to bronzemedaljer ved de tre lege, han deltog i.

- I vandpoloturneringen under OL i Melbourne 1956 mødtes Ungarn og Sovjetunionen i semifinalen i en kamp med stærke politiske overtoner, efter at opstanden i Ungarn kort inden var slået brutalt ned af sovjetiske soldater. Kampen blev kendt som "Blod i vandet-kampen", idet den ungarske spiller Ervin Zador efter kampens afslutning kom op af vandet med blodet strømmende fra et sår, som en sovjetisk spiller havde påført ham. Ungarn vandt kampen 4-0 og vandt guldmedaljerne for fjerde gang.

### Danske præstationer
- Danmarks fodboldlandshold har vundet tre sølv- og en bronzemedalje i fodbold. Under OL i London 1908 vandt holdet sølv og satte med 17-1 sejren over Frankrig A en stadig gældende rekord i sejrsstørrelse for landshold.

- OL i London 1948 blev de bedste for Danmark nogensinde, da det blev til fem guld-, syv sølv- og otte bronzemedaljer.

- Sejleren Paul Elvstrøm har vundet fire OL-guldmedaljer i træk i samme disciplin 1948-1960. Roeren Eskild Ebbesen og sejleren Jesper Bank har begge vundet tre guldmedaljer, men ikke i træk.

- Danmark har som den eneste nation vundet tre guldmedaljer i kvindehåndbold, oven i købet i træk (1996-2004).

## Historie

### Antikkens olympiske lege
Antikkens olympiske lege foregik i oldtidens Grækenland, hvor atleter dystede i Olympia inden for løb, brydning og diskoskast. Atleterne dystede nøgne, og kun frie mænd kunne deltage og være publikum. Vinderne af antikkens lege blev kronet med en krans fra det hellige oliventræ, der voksede bagved Zeus-templet. Ifølge en overlevering blev træet plantet af Herakles, som indstifter af legene.
Sejrslisterne over vinderne af stadionløbet (den ældste disciplin) går tilbage til 776 f.Kr.,[kilde mangler] men festen er langt ældre og muligvis udsprunget af gravlege for Pelops. Legene blev snart udbredt over hele det antikke Grækenland og var af både religiøs, politisk og sportslig betydning. Under legene var der ud over sportskonkurrencerne også rituelle ofringer til Zeus og sagnkongen Pelops. Den politiske betydning ses af, at hvis der var krige og konflikter, hvor legene skulle begynde, holdt de stridende parter våbenhvile, mens legene stod på. Ud over de olympiske lege var der i oldtidens Grækenland tilsvarende sportsbegivenheder som de delfiske lege.
Efter de olympiske leges højdepunkt i det 6. og 5. århundrede f.Kr. aftog deres politiske betydning ved den makedonske kong Filips magtovertagelse[kilde mangler] og især efter at romerne fik magten i området. Kejser Theodosius 1. den Store skal være ansvarlig for det endelige dødsstød for de antikke olympiske lege, da han i 393 forbød legene som hedenske i forbindelse med sin støtte til kristendommens indførelse som statsreligion.

### Forløbere for de moderne olympiske lege
Det egentlige initiativ til genoptagelse af olympiske lege stammer fra midten af det 19. århundrede, men der var flere hundrede år forinden afholdt sportskonkurrencer, der havde varianter af "olympisk" knyttet til sig. Englænderen Robert Dover tog initiativ til Cotswold Olimpick Games, der er blevet afholdt årligt siden (mellem 1604 og) 1612, hvor 1612 regnes som den officielle start i Cotswolds.
Også i Frankrig afholdtes L'Olympiade de la République 1796-1798. Den omfattede en række konkurrencer kendt fra antikkens lege. I Grækenland havde man efter løsrivelsen fra det Osmanniske Rige i 1829 behov for at styrke nationalfølelsen. Her var den antikke olympiske tradition et velegnet middel. De første moderne internationale olympiske lege blev i Athen i 1859. Ud over grækere deltog sportsmænd fra det Osmanniske Rige. Disse regionale lege blev gentaget i 1870 og 1875.
I 1870'erne funderede den franske baron Pierre de Coubertin over årsagen til det franske nederlag i den fransk-preussiske krig (1870-71) og kom frem til, at det skyldtes de franske soldaters dårlige fysiske form og manglende idrætslige opdragelse. Han overværede i 1890 de engelske olympiske lege i Much Wenlock. De var holdt siden 1866 som en national begivenhed, og her fik Coubertin ideen om, at det måtte være muligt at etablere olympiske lege på et internationalt plan, selv om tidligere forsøg herpå var strandet på modstand fra forskellige nationale sider.
Han fik oprettet den Internationale Olympiske Komite på den første olympiske kongres, der blev afholdt på Sorbonne-universitet i Paris 16.-23. juni 1894. På kongressens sidste dag blev det besluttet, at de første egentlige internationale olympiske lege skulle afholdes i Athen i 1896. IOC skulle være eneansvarlig for organiseringen af legene og valgte den græske forfatter Demetrius Vikelas som præsident.

### Premieren på de moderne olympiske lege
De første moderne olympiske lege fandt sted 6. - 14. april 1896 i Athen med udgangspunkt Panathinaikos Stadion med rødder i oldtiden. Der deltog 241 sportsfolk fra 14 nationer, hvoraf omkring 190 var fra Grækenland. Det internationale islæt var derfor relativt begrænset, men Tyskland, Frankrig og Storbritannien havde hver 10-20 deltagere, mens tre atleter repræsenterede Danmark.
I de første lege blev der konkurreret i 43 konkurrencer i ni idrætsgrene: Atletik, brydning, cykelløb, fægtning, gymnastik, skydning, svømning, tennis og vægtløftning. Roning var planlagt, men måtte aflyses på grund af dårligt vejr.
Legene blev en stor national græsk succes med overvældende publikumsinteresse, og denne succes smittede af på nogle af sportsudøverne, der foreslog, at man fast afholdt legene i Grækenland. IOC havde imidlertid allerede besluttet at lade værtsskabet skifte for at sikre international opbakning og havde udpeget Paris som værtsby fire år senere.

### De tidlige år
Med baggrund i successen fra Athen var der forventninger om yderligere interesse. Men såvel i Paris i 1900 som i St. Louis i 1904 blev opmærksomheden omkring legene skuffende lav. Årsagen skal sandsynligvis ses i, at OL blev afholdt samtidig med de respektive verdensudstillinger i de to byer, der tiltrak sig meget større interesse.
Trods dette var der stigning i deltagerantallet i Paris, hvor næsten 1.000 idrætsfolk stillede op, og nyt var deltagelsen af kvinder i konkurrencerne. Af andre nye tiltag var tilføjelsen af en række konkurrencer, hvoraf nogle var med for første og eneste gang i OL-historien som ridebanehøjde- og længdespring samt forhindringssvømning.
Legene i 1904 var oprindeligt tildelt Chicago, men i St. Louis var man nervøs for konkurrencen om opmærksomheden til verdensudstillingen, og det lykkedes for arrangørerne af udstillingen at få flyttet OL til byen som en del af verdensudstillingen. Man bestræbte sig på at få afholdt en OL-konkurrence hver dag i perioden og på den måde kom de tredje olympiske lege til tidsmæssigt at strække sig over næsten fem måneder. Deltagerantallet faldt markant fra Paris-legene, med kun 651 deltagere fra blot tolv nationer, og heraf var omkring 580 fra Nordamerika. Mange lande fra andre verdensdele holdt sig væk af økonomiske og praktiske årsager; således deltog ingen af de nordiske lande. Desuden var der politiske spændinger i Europa efter den russisk-japanske krig.
Efter de to lidt skuffende OL besluttedes det at afholde jubilæumslege for at fejre de moderne leges første 10 år. Det blev de olympiske mellemlege 1906, der ikke regnes for officielle, da de blev afholdt midt i olympiaden, altså midt mellem to lege. Legene blev afholdt i Athen, og som ved de første lege blev de en stor succes på både deltager- og tilskuersiden. I den henseende havde legene deres plads i den olympiske historie, idet det siden stort set kun er gået fremad med interessen for OL.
Fra 1912 til 1948 var kunst en del af legene, idet de fem kunstarter arkitektur, skulptur, musik, malerkunst og litteratur var en del af det olympiske program. Hvert kunstværk skulle have en forbindelse til sport og godkendes af det land, kunstneren repræsenterede.
Med udbruddet af 1. verdenskrig blev der sat en stopper for OL, idet de planlagte lege i 1916 måtte aflyses – det kunne ikke som i antikken lade sig gøre at stoppe krigen for at afholde legene. Til disse ikke-afholdte lege var planlagt en uge med vintersportskonkurrencer, hvilket man i begrænset omfang søgte at tage med i nogle af de følgende lege. Men denne strategi havde en række naturlige praktiske besværligheder, og i 1921 besluttede IOC at etablere et egentligt vinter-OL. De første blev afholdt i Chamonix i Frankrig 1924. Her deltog 258 atleter fra 16 lande i 16 konkurrencer inden for ni sportsgrene. Vinter-OL blev fra begyndelsen afholdt i samme år som sommer-OL, men blot på andre tidspunkter og i andre byer, hvorved det fra begyndelsen blev en selvstændig begivenhed.
Efter de storslåede, men også politisk problematiske olympiske lege i Berlin 1936 blev OL igen ramt af verdenskrig, så de planlagte lege i 1940 og 1944 måtte aflyses. Siden har legene fundet sted regelmæssigt og har for alvor udviklet sig til en verdensbegivenhed.

### Etableret verdensbegivenhed og stigende politisering
Efter de to store krige blev der relativ ro, og det gav vækst og større internationalt samarbejde på mange fronter. Skønt den kolde krig gav spændinger i mange år, var sporten i lang tid ikke ramt af politisering. De forbedrede transportmuligheder gjorde det muligt at komme omkring store dele af Jorden med OL, der i 1956 blev tildelt Melbourne i Australien. Otte år senere kom legene for første gang til Asien i Tokyo i Japan. Det er blevet en større og større økonomisk satsning at blive OL-vært, hvilket i praksis har betydet, at værtskabet endnu ikke er gået til lande i nogle af de fattigste områder i verden som Afrika, Mellemøsten, Centralasien og Sydamerika.
Med den stigende udbredelse af massemedierne, først og fremmest tv, fik forskellige politiske grupperinger efterhånden øjnene op for de propagandamæssige muligheder, der lå i de olympiske lege. Den første virkeligt markante politiske misbrug af legene fandt sted under OL i München 1972, hvor medlemmer af terroristgruppen Sorte September tog 11 israelske sportsfolk som gidsler for at få frigivet en række først og fremmest palæstinensiske fanger i Israel. Under den to dage lange terroraktion dræbte gidseltagerne to af deres gidsler. Den ikke særligt vellykkede politiaktion var skyld i, at de øvrige gidsler samt fem af otte gidseltagere og en politibetjent blev dræbt i det, der kaldes München-massakren.
Nogle år senere var den kolde krig skyld i, at legene i Moskva 1980 og Los Angeles 1984 blev ramt af større boykot fra en række lande. Vestlige nationer (dog ikke Danmark) boykottede legene i Moskva på grund af Sovjetunionens invasion i Afghanistan. Ved legene i Los Angeles fire år senere var der boykot fra en række kommunistiske lande som hævn. Siden disse lege har der ikke været større politiske manifesteringer, selv om der var adskillige opfordringer til boykot af legene i Beijing 2008 som protest over manglende overholdelse af menneskerettighederne i Folkerepublikken Kina.
På det arrangementsmæssige plan gik man i 1990'erne over til at forskyde vinter- og sommerlegene, så de olympiske vinterlege holdes to år efter sommerlegene, men stadig med fire år mellem to vinter-OL. Som overgang betød det, at der en enkelt gang blot var to år mellem to vinter-OL, nemlig 1992 og 1994.
En anden markant ændring, der langsomt gled ind i legenes virkelighed, var accepten af professionelle sportsudøvere. Den store prestige, der tilknyttes det pågældende land ved at deltage i legene og ikke mindst vinde medaljer, medførte uundgåeligt, at legene ikke kunne holdes på et amatørniveau. Professionelle sportsudøvere blev trænet i statslig regi. Denne udvikling kunne ses overalt i verden. Til at begynde med blev brugen af professionelle udøvere nedtonet, men behovet for åbenhed omkring den professionelle udøver blev snart en realitet, der fik offentlighedens accept fra begyndelsen af 1970'erne.
For mange iagttagere blev den endelige godkendelse af professionelle idrætsfolk slået eftertrykkeligt fast, da de højt betalte amerikanske NBA-stjerner i basketball deltog ved OL i Barcelona 1992. Efterhånden er det kun i boksning, at der ikke deltager professionelle, mens FIFA for fodboldens vedkommende har betinget sig, at der som hovedregel kun må deltage U/23-spillere ved OL.
Sommerlegene er fortsat flagskibet i IOC-arrangementerne med det suverænt højeste antal deltagere og repræsenterede nationer. Ved OL i Beijing 2008 var der således 10.500 deltagere fra 204 nationer. Interessen fra omverdenen er også stigende, hvilket ses af, at man til OL i Sydney 2000 har regnet sig frem til mere end 3,7 milliarder tv-seere, lige som der blev registreret 11,3 milliarder hits på disse leges officielle hjemmeside.

## Den olympiske bevægelse

### IOC
Den Internationale Olympiske Komite (IOC) er besluttende myndighed i spørgsmål om de olympiske lege. Komiteens arbejde foregår på basis af det olympiske charter. IOC er kernen i den olympiske bevægelse, hvortil også hører arrangementskomiteer for de enkelte lege, de internationale forbund for de enkelte olympiske idrætsgrene og de nationale olympiske komiteer for hvert enkelt land. Til IOC's opgaver hører at forestå valget af værtsby til de enkelte lege, sikre sig, at forberedelsen af legene foregår efter planen samt at stå for planlægningen af programmet for hver idrætsgren.
IOC har hjemsted i Lausanne i Schweiz og ledes af en eksekutivkomité på 15 personer med IOC-præsidenten i spidsen, aktuelt Jacques Rogge fra Belgien. Eksekutivkomiteen står for den daglige drift af organisationen. Den højeste myndighed er dog den årlige IOC-session, hvor IOC-medlemmerne (højst 115), der er valgt for otte år ad gangen, tager de store beslutninger – først og fremmest om valg af værtsbyer til kommende lege.[kilde mangler]
IOC-medlemmerne tilhører en af fire kategorier:[kilde mangler]
1. Generelle medlemmer, højst én fra hvert land i denne kategori og højst 70 i alt.
2. Aktive atleter, der vælges af deres kolleger – højst 15 af denne kategori.
3. Ledere af internationale organisationer for enkeltidrætsgrene – højst 15 af denne kategori.
4. Ledere af nationale olympiske komiteer – højst 15 af denne kategori.

Hertil kommer eksekutivkomiteen på 15 personer.
IOC har eneretten til de olympiske begivenheder og symboler.

### Symboler
En række symboler anvendes til at repræsentere de olympiske idealer. Det mest kendte er nok de fem olympiske ringe, der symboliserer de fem beboede kontinenter (Amerika regnes i den forbindelse for ét kontinent). Ringene har farverne rød, blå, grøn, gul og sort. Ringene er tæt knyttet til det olympiske flag, der viser ringene på en hvid baggrund. Farverne er valgt, så enhver nation har mindst én af disse seks farver i sit flag.
Flaget blev første gang anvendt ved OL i Antwerpen 1920 og har siden indgået som en fast bestanddel af de olympiske lege, hvor flaget hejses som led i åbningsceremonien og tages ned igen ved afslutningsceremonien.
Det olympiske motto, Citius, Altius, Fortius, var fra starten af de moderne olympiske lege inkorporeret i legenes ånd. Det indfanges indirekte i den olympiske ed, hvor det blandt andet hedder:
| Citat | Den vigtigste ting i de olympiske lege er ikke at vinde, men at deltage, lige som det vigtigste i livet ikke er triumfen, men kampen. Det essentielle er ikke at have besejret, men at have kæmpet godt. | Citat |
|       | |       |

Tanken er, at det er den enkelte sportsudøvers præstation, der skal være "hurtigere, højere, stærkere".
Det tredje vigtige olympiske symbol er den olympiske ild, der skal brænde under de enkelte olympiske lege. Flere måneder før legene tændes flammen ved en ceremoni i Olympia i Grækenland, hvorpå den i et langvarigt stafetløb bringes til værtsbyen, så den er på stedet til åbningshøjtideligheden. Flammen har været olympisk symbol siden 1928, men blev først brugt på den nævnte måde til OL i Berlin 1936.
Et nyere, mere uofficielt symbol er en olympisk maskot, som de enkelte lege selv finder frem til. Skikken opstod ved OL i Mexico City 1968, men blev først for alvor kendt med maskotten Mischa ved OL i Moskva 1980.

### Ceremonier
Ifølge det olympiske charter indgår en række elementer i åbnings- og afslutningsceremonierne. De markerer i princippet henholdsvis begyndelsen og afslutningen på legene. Men i praksis er der i de senere år typisk konkurrencer, der må indledes før åbningsceremonien, hvis man skal nå at afslutte dem inden afslutningsceremonien. Begge ceremonier finder sted på legenes atletikstadion og er altid en stor publikumsmagnet.

#### Åbningsceremonien
De fleste ritualer i åbningsceremonien stammer fra OL i Antwerpen 1920. Ceremonien indledes normalt med, at værtslandets flag hejses, og dets nationalmelodi afspilles. Herefter følger et show arrangeret af værtslandet, hvorunder nationale kulturelle træk præsenteres. Dette show er gennem årene eskaleret i omfang, tilsyneladende ud fra en uskreven regel om, at ethvert show skal være mere imponerende end det tilsvarende fra de foregående lege. Det får betydning for omkostningerne til åbningsceremonien, der ved OL i Beijing 2008 skal have kostet over 100 millioner $, hvoraf den største del skyldes showet.
Efter dette følger indmarchen, hvor de fleste af sportsudøverne marcherer ind på stadion og rundt på løbebanen for at ende på banens midte. Indmarchen sker nationsvis med det græske hold forrest og værtsholdet bagest, mens de øvrige nationer kommer ind imellem efter alfabetisk rækkefølge (hvilket kan variere afhængigt af, hvilket sprog der alfabetiseres efter). En sportsudøver fra hver nation går forrest som fanebærer, hvilket er en særligt hæderfuld opgave.
Nu følger taler fra præsidenten for organisationskomiteen, IOC-præsidenten og en officiel repræsentant for værtslandet (ofte statsoverhovedet). Sidstnævnte foretager den officielle åbning af legene. Dernæst bæres det olympiske flag ind på stadion og hejses, mens den olympiske hymne bliver afspillet. Flagbærerne samles derpå, og en repræsentant for sportsfolkene samt en repræsentant for de dommere, der dømmer i konkurrencerne, aflægger begge den olympiske ed. Ceremonien afsluttes med, at den olympiske ild bæres det sidste stykke ind på stadion og antænder det kar, hvorfra flammen brænder under hele legene.

#### Afslutningsceremonien
Når den sidste konkurrence er afgjort, afholdes afslutningsceremonien. Igen marcherer flagbærere fra hver nation ind på stadion efterfulgt af de idrætsfolk, der ikke er taget hjem, men i modsætning til ved åbningsceremonien går de ikke nødvendigvis ind nationsvis. Når alle er inde på stadion, hejses tre flag: Det græske, værtslandets og det kommende værtslands flag under afspilning af de tilsvarende nationalmelodier. Dernæst holder præsidenten for organisationskomiteen og IOC-præsidenten tale, hvorpå legene officielt er lukket.
Så slukkes den olympiske ild under afspilning af den olympiske hymne. Det olympiske flag tages ned og bæres ud. Dernæst foretages en symbolsk overdragelse af legene til den kommende værtsby, idet OL-flaget af borgmesteren for værtsbyen gives til IOC-præsidenten, der giver det videre til borgmesteren for den kommende værtsby. Som sidste punkt opføres et kort show arrangeret af den kommende værtsby.

#### Medaljeceremoni
Efter afgørelsen af hver olympisk disciplin gennemføres en medaljeceremoni med de tre medaljevindere. Disse stiller sig op på et podium med vinderen i midten placeret højest. Et IOC-medlem overrækker medaljerne. Derefter hejses nationalflagene for de tre medaljevindere, mens nationalmelodien for vinderen afspilles.

## Kontroverser i forbindelse med olympiske lege

### OL er ingen garanti for fred
Den olympiske bevægelse var i oldtiden et symbol på fred mellem folkeslagene,[kilde mangler] og skønt dette ideal også indgik i Coubertins tanker med genoptagelsen af legene i moderne tid, har det ikke været muligt at opnå. Således har de to verdenskrige betydet, at i alt fem planlagte lege (tre sommerlege og to vinterlege) ikke blev afholdt.
Ikke engang selve legene har altid været garanti for fredelig sportsudøvelse, idet OL i München 1972 blev ramt af en terrorhandling, da 11 israelske sportsfolk blev taget som gidsler af terroristgruppen Sorte September. Gidseltagningen endte i et blodbad, hvorunder 17 personer blev dræbt, herunder de 11 gidsler. Også OL i Atlanta 1996 blev ramt af en voldelig episode, da en bombe sprang i en park i forbindelse med den olympiske by. Her blev to personer dræbt og 111 såret. Bombemanden blev afsløret og viste sig at være en stærkt højreorienteret amerikaner, der nu afsoner en livsvarig fængselsstraf.

### Boykot af legene
På grund af den store medieopmærksomhed om legene har de været genstand for politiske tilkendegivelser af forskellig karakter, herunder også mere fredelige end de netop nævnte. I flere tilfælde har forskellige nationer boykottet legene af storpolitiske årsager.
OL i Melbourne 1956 var de første lege, der oplevede boykot. De tre europæiske lande Spanien, Holland og Schweiz udeblev som protest mod Sovjetunionens invasion og undertrykkelse af opstanden i Ungarn. Ved de samme lege udeblev fire andre lande (Cambodia, Libanon, Irak og Egypten), men af en anden grund, idet de protesterede mod Suez-krigen. Ved OL i Montreal 1976 gennemførte en række afrikanske lande samt Guyana en boykot som protest mod New Zealands deltagelse, idet landets rugbylandshold havde gennemført landskampe mod Sydafrika: En række andre lande mente, at det bidrog til at blåstemple apartheidstyret i Sydafrika. Taiwan boykottede ligeledes disse lege som protest mod, at Folkerepublikken Kina deltog under eget navn. Taiwans boykot ramte også det næste OL, men derpå vendte landet tilbage.
De to mest kendte boykotsituationer udspillede sig ved de næste to lege. For første gang havde et kommunistisk land fået tildelt et OL, da Moskva var vært i 1980. Imidlertid havde Sovjetunionen kort forinden invaderet Afghanistan, og da den kolde krig fortsat rasede, besluttede i alt 65 vestligt orienterede lande med USA i spidsen at boykotte legene. Ved legene i Los Angeles 1984 betalte Sovjetunionen USA tilbage, da de sammen med 14 allierede nationer boykottede disse lege med henvisning til usikkerhed for deres sportsfolks sikkerhed.
En række andre lege har haft trusler om boykot hængende over hovedet, og det første eksempel stammer fra OL i Berlin 1936, hvor en række kendte personer og organisationer opfordrede til boykot af Nazityskland, men uden at blive hørt. Som ved 1976-legene havde der ved OL i München 1972 også været trusler om boykot rettet mod Sydafrikas deltagelse. Truslerne medførte, at Sydafrika blev udelukket, hvorpå truslerne om boykot blev skrinlagt.
De seneste overvejelser om boykot var i forbindelse med legene i Beijing 2008, hvor en række aktivister opfordrede til at blive væk for at protestere mod den kinesiske regerings behandling af menneskerettighedsorganisationer. Det medførte dog ingen nationsboykot, men enkelte sportsfolk lavede mindre aktioner så som at blive væk fra åbningshøjtideligheden.

### Politiske aktioner under legene
Under selve legene har egentlige politiske aktioner været ret få. Den mest kendte forekom under OL i Mexico City 1968, da de to sorte amerikanske 200 meter løbere Tommie Smith og John Carlos som guld- og bronzevindere på sejrspodiet markerede støtte til den militante Black Power-bevægelse med hævede, behandskede, knyttede højrehænder. Efterfølgende blev de to løbere sendt hjem i unåde.
Ved OL i Athen 2004 undgik iranske Arash Miresmaeli at møde israeleren Ehud Vaks i en judokamp, da det var iransk politik at undlade at have sportsligt samkvem med Israel. Officielt blev Miresmaeli dog diskvalificeret for ikke at overholde vægtgrænsen, men han udtalte selv: "Skønt jeg havde trænet i månedsvis og var i god form, nægtede jeg at møde min israelske modstander i sympati med det palæstinensiske folks lidelser, og det er jeg overhovedet ikke ked af."
Endelig er der eksempler på legenes positive politiske betydning. Således fik den sorte amerikanske atlet Jesse Owens' fire guldmedaljer under OL i Berlin 1936 stor symbolsk værdi som modbevis på de nazistiske teorier om den ariske races overlegenhed over andre racer. Ved OL i Sydney 2000 fik udnævnelsen af aborigineren Cathy Freeman som den atlet, der skulle antænde den olympiske ild på stadion og i øvrigt efterfølgende vandt 400 meter løbet, sat fokus på de oprindelige folks situation i Australien.

### Doping

#### Dopingens forhistorie
Historisk har doping altid eksisteret i forbindelse med de Olympiske Lege. Ved de antikke olympiske lege i oldtidens Grækenland foregik doping ved at indtage vin, spiritus, svampe og planter med euforiserende virkning.
Maratonløberen Thomas J. Hicks, som vandt maratonløbet i St. Louis 1904, havde af sin træner fået en blanding af cognac og stryknin. Det blev dog ikke anset som ulovlig doping på daværende tidspunkt.
Arrangørerne af de Olympiske Lege anså ikke dopingen for et problem før omkring midten af 1960'erne. Før 1960'erne var der kun få diskussioner om brug af dopingmidler inden for sport. Der eksisterede ingen love, der forbød, at sportsudøverne dopede sig. Sportsudøverne overholdt med andre ord gældende lovgivning, der således dannede udgangspunkt for sportsmoralen – i hvert fald for en ukendt skare af sportsudøvere.
Under OL i Rom 1960 døde den danske cykelrytter Knud Enemark under 100 kilometer holdløb. Efterfølgende undersøgelser viste, at han havde spor af amfetamin i blodet.
Der skulle gå syv år efter Knud Enemarks dødfald, før IOC's Medical Commission udarbejdede en liste over forbudte og tilladte stoffer i 1967. De første doping-kontroller blev herefter indført i forbindelse med de olympiske lege i Mexico City i 1968.

#### Dopingen vil ingen ende tage
"Den olympiske ånd" og "fair play", der aflægges under den "olympiske ed" har stadigvæk vanskelige kår, selv efter indførelse af lovgivning og doping-kontroller.
Den svenske moderne femkæmper Hans-Gunnar Liljenwall blev ved OL i Mexico City 1968 frataget sin bronzemedalje efter at være afsløret i at bruge alkohol som doping.
Teknikkerne til afsløring af doping er blevet markant forbedret i takt med dopingsudøvernes opfindsomhed. Der er dog tale om et eskalerende 'våbenkapløb'. Teknikkerne til afsløring af doping slår ikke til i tilstrækkelig grad, idet der hele tiden opfindes nye dopingmetoder for at omgå eksisterende kontrolsystemer.
Kontrolsystemernes utilstrækkelighed afsløres i forbindelse med, at tredjemand fremkommer med oplysninger, før der falder dom over dopingsmisbrugerne. En række østeuropæiske sportsfolk, ikke mindst østtyske svømmere, blev i forbindelse med flere lege 1970'erne og 1980'erne afsløret i systematisk indtag af anabolske steroider.
En af de mest prominente afsløringer af dopingsyndere er canadieren Ben Johnson, der ved OL i Seoul 1988 havde vundet guld i 100 meter løb, men efterfølgende fik frataget medaljen, da han blev afsløret for brug af stanozolo, et anabolt steroid.
Til OL i Beijing 2008 blev fire dopingmisbrugere afsløret efter deltagelse i konkurrencerne, mens en større gruppe var blevet udelukket på forhånd.
Ved de olympiske lege i London, 2012, blev syv syndere taget for dopingmisbrug, mens et antal atleter blev sendt hjem under legene som følge af positive dopingprøver foretaget forud for legene.

### Korruption og andre skandaler
Der har gennem årene været en række kontroversielle skandaler ved en række Olympiske Lege. Blandt de mest bizarre var en stribe stærkt diskutable domme i boksekonkurrencerne under OL i Seoul 1988, hvor der efterfølgende var meget stærke indicerer for bestikkelse af dommerne.
Før OL i Lillehammer 1994 var den indbyrdes konkurrence mellem de to amerikanske kunstskøjteløbere Tonya Harding og Nancy Kerrigan så intens, at en person tæt knyttet til Harding betalte en anden skøjteløber for bevidst at skade Kerrigan. Skaden var dog ikke værre, end at hun kunne deltage i OL-konkurrencen og vinde sølvmedaljen, mens Harding måtte nøjes med ottendepladsen. Efterfølgende blev Harding for sin forbindelse til den famøse hændelse udelukket fra sporten på livstid.

#### Tidslinje over skandaler
- 1916: Tyskland skulle have været værter, men legene måtte aflyses som følge af 1. verdenskrig.
- 1936: Berlin fik tildelt værtskabet, men Hitler ville ikke give hånd til andre medaljevindere end de tyske: Det endte med, at han ikke gav hånden til nogen.
- 1948: Tyskland, Italien og Japan blev udelukket fra at deltage i OL. Udelukkelsen skyldtes efterdønningerne efter 2. verdenskrig, hvor de tre nationer havde tabt og blev straffet i OL-regi.
- 1956: En vandpolokamp mellem Rusland og Ungarn udviklede sig til slåskamp i bassinet som følge af krisen i Ungarn.
- 1968: I Mexico City manifesterede sorte atleter deres sympati for bevægelsen ”Black Power”, der kæmpede for sortes rettigheder i USA.
- 1972: München var vært for OL, hvor 11 israelske atleter mistede livet, under en terroraktion.
- 1976: I Montreal boykottede 29, især afrikanske, lande OL, fordi IOC havde afvist at fordømme New Zealand, hvis nationale rugbyhold havde spillet kampe i Sydafrika tidligere samme år. Dette var en overtrædelse af FN's opfordring til sportslig boykot af landet, som havde været udelukket fra OL siden 1964.
- 1980: Moskva afholdt OL, som blev boykottet af en lang række lande med USA i spidsen i protest mod Sovjetunionens invasion af Afghanistan.
- 1984: USA fik 'en bytter', da Sovjet som hævn mod den af USA ledede boykot af OL i Rusland i 1980, udeblev fra legene i LO’s Angeles. Sovjetunionens boykot fik følgeskab af 13 andre, især østeuropæiske, lande.
- 1988: De Olympiske Lege i Seoul var præget af korruptionsskandaler, særligt i boksning, hvor værtslandet meget kontroversielt vandt syv guldmedaljer.
- 1996: Atlanta sikrede sig OL som følge af, at Coca-Cola gav et stort sponsorat. Som resultat blev Athen snydt for et 100-års-jubilæum.